# Tân Thành, Tây An
Tân Thành (tiếng Trung: 新城區, Hán Việt: Tân Thành khu) là một trong 11 quận thuộc địa cấp thị Tây An, tỉnh Thiểm Tây, Trung Quốc. Quận này có diện tích 31 km², dân số năm 2019 là 537.300 người, mã quận là 610102, mã bưu chính là 710003.

## Hành chính
Tính đến năm 2020, Tây An hiện có 9 nhai đạo biện sự xứ.